# Cameroneta
Cameroneta é um gênero de aranhas da família Linyphiidae descrito em 1983.